# Vespadelus troughtoni
Vespadelus troughtoni és una espècie de ratpenat de la família dels vespertiliònids. És endèmic de l'est d'Austràlia (des de la part oriental de Queensland fins a Victòria i el nord-est de Nova Gal·les del Sud). Els seus hàbitats naturals són els boscos secs i tropicals, així com les zones rocoses. És una espècie en risc mínim, és a dir, no sembla que hi hagi cap amenaça significativa per a la seva supervivència. Fou anomenat en honor del zoòleg i mastòleg australià Ellis Le Geyt Troughton.